# Bäsksjöfyndet
Bäsksjöfyndet är ett samiskt depåfynd som gjordes 1931 vid västra sidan av Bäsksjön i Vilhelmina kommun, 25 kilometer nordost om centralorten.
Fyndet omfattade ben, renhorn samt ett antal smärre metallföremål (spännen, hängkors, fragment av tenn- och bronsbleck), glaspärlor samt tre silvermynt. Mynten kom från Sverige, Danmark respektive Tyskland och hade präglats under 1100- och 1200-talen. På platsen ska ha funnits spår av eld och i närheten ska det ha stått en sejteliknande sten. 